# Rodolph Austin
Rodolph 'Rudy' William Austin (Clarendon, 1 de junho de 1985) é um futebolista profissional jamaicano que atua como volante, atualmente defende o Esbjerg FB.